# 6ª Armata (Regio Esercito)
La 6ª Armata italiana fu una grande unità del Regio Esercito, conosciuta nella prima guerra mondiale anche come "Armata degli Altipiani", e che tra luglio e agosto 1943 contrastò lo sbarco in Sicilia degli angloamericani.

## Storia

### Prima guerra mondiale
Le origini della grande unità risalgono al 28 maggio 1916 quando venne costituito il Comando truppe altipiani, che venne posto alle dipendenze tattiche della 1ª Armata e immediatamento impiegato per arginare l'offensiva austriaca in Trentino, la cosiddetta Strafexpedition o Frühjahrsoffensive ("offensiva di primavera"). Fortemente voluta e pianificata dal Capo di Stato maggiore dell'Imperial regio Esercito austro-ungarico, feldmaresciallo Franz Conrad von Hötzendorf, l'offensiva aveva il dichiarato intento di annientare l'Esercito Italiano scatenando una poderosa offensiva attraverso le linee della 1ª Armata, per prendere di rovescio l'intero schieramento italiano. Successivamente il Comando truppe Altipiani venne schierato tra la Val d'Astico e la Valle del Brenta.
Il 1º dicembre 1916 il Comando truppe altipiani fu trasformato nel Comando della 6ª Armata, prendendo parte, dal 10 al 29 giugno 1917, al comando del generale Ettore Mambretti alla battaglia del monte Ortigara sull'altopiano dei Sette Comuni, attaccando in forze il settore austro-ungarico difeso dall'11ª Armata del generale Viktor von Scheuchenstuel. Il 20 settembre 1917 il Comando della 6ª Armata venne trasformato nuovamente in  Comando truppe altipiani, che venne definitivamente sciolto il 1º marzo 1918, e venne ricostituito nella stessa data il Comando della 6ª Armata,  al comando del Tenente generale Luca Montuori, distinguendosi particolarmente durante la battaglia del Solstizio e nel mese di ottobre in quella di Vittorio Veneto.
Alla vittoria nella battaglia del Solstizio contribuì notevolmente il comando artiglieria del Maggior generale Roberto Segre, grazie alla tattica della "contropreparazione anticipata", con cui l'artiglieria della parte in difesa non si limita ad attendere il tiro di preparazione avversario, ma lo eguaglia o lo anticipa, non limitandosi al fuoco di controbatteria ma prendendo di mira anche i luoghi di adunata delle truppe avversarie, fiaccandone così la spinta offensiva. Questa tattica permise di bloccare sul nascere l'offensiva austro-ungarica sugli Altipiani, tanto che le artiglierie di Segre poterono essere distolte dal proprio fronte per intervenire in difesa del settore occidentale del Grappa..
Tra le file della 6ª Armata vi è stato, presso l'Ufficio informazioni, dal dicembre 1916 al luglio 1917, il Capitano pilota (ex del 6º Reggimento alpini e decorato anche nella Guerra italo-turca) Armando Armani futuro Capo di stato maggiore della Regia Aeronautica.
Il 10 maggio 1917 venne costituito il Comando Aeronautica che aveva alle dipendenze il VII Gruppo, poi 7º Gruppo Autonomo Caccia Terrestre. L'8 novembre successivo venne chiuso il Comando Aeronautica ed il 17 marzo 1918 venne costituito l'Ufficio di Aeronautica con il Maggiore Ermanno Beltramo che aveva sempre alle sue dipendenze il VII Gruppo. Dal 4 ottobre 1918 la 6ª Armata ricevette alle sue dipendenze il XXIV Gruppo aereo.
Al termine del conflitto, il 1º luglio 1919 la 6ª Armata venne definitivamente sciolta.

### Seconda guerra mondiale
Il 3 ottobre 1938 venne costituito il "Comando Armata del Po" posto sotto il comando del generale Ettore Bastico, con il Corpo d'armata corazzato, il Corpo d'armata autotrasportabile e il Corpo d'armata celere.
Nel giugno 1940, all'entrata in guerra dell'Italia nella seconda guerra mondiale, l'"Armata del Po" al comando del Generale Mario Vercellino era dislocata nella pianura padana con comando a Verona e i tre Corpi d'Armata dislocati fra Mantova, Udine e Vicenza. Il 20 giugno i reparti dell'"Armata del Po" iniziarono il movimento di spostamento verso la frontiera occidentale, senza tuttavia prendere parte attiva alle operazioni di guerra a causa dell'armistizio con la Francia siglato quattro giorni.
Dal 6 novembre 1940 il Comando venne trasformato nel Comando dell 9ª Armata e inviato in Albania mentre le forze dipendenti sono passate agli ordini di un neo costituito "Comando Armata del Po" (6ª ).
Tenuta a disposizione da gennaio a marzo del 1941 nell'Italia settentrionale, il 15 febbraio 1941 cambiò denominazione in Comando 6ª Armata e ricevette l'ordine di trasferirsi nell'Italia meridionale, con sede a Enna e giurisdizione su Sicilia e Sardegna, con compiti di organizzare la difesa territoriale e costiera di tutta l'Italia meridionale. Il comando della grande unità venne affidato al generale Ezio Rosi.
Il 1º aprile la 6ª Armata aveva alle sue dipendenze il IX, il XII e XIII Corpo d'armata. Nel mese di settembre cedette il IX e il XIII Corpo d'armata alla 7ª Armata, assumendo alle proprie dipendenze il XVI Corpo d'armata, che insieme al XII e parte del XVII Corpo d'armata vennero impiegati nella difesa costiera della Calabria e della Sicilia.
Le unità della 7ª Armata nel corso dell'intero 1942 rimasero schierate lungo le coste della Calabria e della Sicilia.
Il 5 febbraio 1943 al comando della 6ª Armata in Sicilia venne posto il generale Mario Roatta, che essendo stato nominato Capo di Stato Maggiore dell'Esercito il 1º giugno venne sostituito dal generale Alfredo Guzzoni.
A partire dal 1º aprile, mutati i compiti, la 6ª Armata venne ridenominata "Comando Forze Armate della Sicilia" (6ª Armata), denominazione che avrebbe mantenuto fino al 1º settembre allorché riprese la denominazione di Comando 6ª Armata.

#### Lo sbarco in Sicilia
Le forze dell'Asse presenti sull'isola al momento dello sbarco in Sicilia il 10 luglio 1943 erano rappresentate dalla 6ª Armata, con alle dipendenze due corpi d'armataː il XII e il XVI e forte di nove divisioni per un totale di circa 200 000 uomini.
Il XII Corpo d'armata del generale Mario Arisio (che aveva sostituito Angelo Rossi e dal 12 luglio a sua volta rimpiazzato da Francesco Zingales), dislocato nella Sicilia occidentale e comprendeva la 28ª Divisione fanteria "Aosta" (generale Giuseppe Romano), la 26ª Divisione fanteria "Assietta" (generale Erberto Papini), tre divisioni costiere - la 208ª (gen. Giovanni Marciani), la 202ª (gen. Gino Ficalbi) e la 207ª (gen. Ottorino Schreiber) - più il 136º Reggimento costiero autonomo. Il XVI Corpo d'armata del generale Carlo Rossi, a difesa della Sicilia orientale, era formato dalla 54ª Divisione fanteria "Napoli" (gen. Giulio Cesare Gotti Porcinari), dalla 4ª Divisione fanteria "Livorno" (gen. Domenico Chirieleison), da due divisioni costiere - la 206ª (gen. Achille d'Havet) e la 213ª (gen. Carlo Gotti) - più due brigate costiere.
L'armata era integrata da due divisioni tedesche formate in parte con reparti destinati originariamente alla campagna di Tunisia e ancora in fase di organizzazione, la Fallschirm-Panzer-Division 1 "Hermann Göring" del generale Paul Conrath e la 15. Panzergrenadier-Division comandata dal generale Eberhard Rodt, per un totale di circa 30 000 soldati.
Il XII e il XVI Corpo d'armata nella zona orientale dell'isola contrastano tenacemente le operazioni di sbarco dal mare e dall'aria intraprese dalle truppe angloamericane il 10 luglio. Alle violente azioni che ebbero luogo sulla fascia costiera per respingere l'invasione, fecero seguito aspri combattimenti difensivi, alternati a contrattacchi, specie lungo le direttrici di penetrazione nel settore del XVI Corpo d'armata.  La resistenza si mantenne sempre viva negli ultimi giorni di luglio e cruenti scontri vennero registrati lungo la costa in corrispondenza di Licata, Gela, Pachino, Siracusa e Agrigento e verso il centro dell'isola a Regalbuto e Centuripe. Il 2 agosto tutte le truppe dell'Asse passarono completamente sotto il comando del XIV. Panzerkorps del tenente generale Hans-Valentin Hube, il quale, nonostante le forze dell'Asse in Sicilia fossero in netta inferiorità numerica e di materiali nei confronti del corpo di spedizione alleato del generale Dwight Eisenhower,  schiacciato dalla supremazia aerea alleata, riuscì a condurre con notevole abilità la battaglia difensiva riuscendo a stabilizzare temporaneamente la situazione. Adottando abili tattiche difensive, il generale tedesco prima fermò la marcia dei britannici del generale Bernard Law Montgomery sulla linea dell'Etna, quindi estese le sue posizioni verso nord e arrestò anche la rapida avanzata delle truppe americane del generale George Patton sulla cosiddetta linea di San Fratello imperniata sui capisaldi di Troina e Santo Stefano di Camastra..
Nei primi giorni di agosto, la pressante e crescente superiorità delle forze anglo-americane spinse Hube a predisporre, con l'accordo del feldmaresciallo Albert Kesselring, ad organizzare un'evacuazione completa dalla Sicilia delle truppe tedesche e delle forze italiane. Hube organizzò una serie di linee difensive sempre più arretrate per rallentare l'avanzata anglo-americana e dal 10 agosto 1943 diresse personalmente la cosiddetta "operazione Lehrgang", l'evacuazione della Sicilia; l'efficiente sbarramento d'artiglieria contraerei consentì di limitare le perdite italo-tedesche a poche unità di naviglio minore, proteggendo le truppe italo-tedesche che poterono ripiegare in Calabria insieme a gran parte delle armi pesanti e dei materiali; circa 40.000 soldati tedeschi con 51 carri armati, 9.789 veicoli e 163 cannoni riuscirono ad evacuare l'isola e a trasferirsi sul continente, vennero anche trasportati in Calabria 62.000 soldati italiani con 227 veicoli e 41 cannoni. Hans Hube, dopo aver controllato tutta l'operazione, attraversò a sua volta lo stretto di Messina sull'ultima imbarcazione tedesca.
L'operazione venne completata in una settimana e il 17 agosto la 6ª Armata, dopo aver ripiegato oltre lo stretto di Messina, venne inviata per essere riorganizzata a Montebello Vicentino, dove venne sciolta l'11 settembre in conseguenza dei avvenimenti che seguirono l'armistizio dell'8 settembre 1943 dopo una vivace resistenza a preponderanti forze tedesche.